# الكسندر إم. هاردي
الكسندر إم. هاردي هو محامي وسياسي أمريكي، ولد في 16 ديسمبر 1847 في سيمكو ‏ في كندا، وتوفي في 31 أغسطس 1927 في تونوباه في الولايات المتحدة. نشط حزبياً في الحزب الجمهوري. وقد انتخب عضو مجلس النواب الأمريكي ‏.